# Tulisa Contostavlos
Tula Paulinea Contostavlos, nota anche con lo pseudonimo di Tulisa (in greco: Τούλα Παυλίνα Κοντόσταυλος; Londra, 13 luglio 1988), è una cantautrice britannica.
È meglio nota per essere stata la componente femminile del gruppo hip-hop N-Dubz, insieme al cugino Dappy e all'amico Fazer, con il quale ha realizzato, tra il 2000 e il 2011, 3 album. Nel 2011 avviene il suo debutto da solista. È stata, dal 2011 al 2012, uno dei componenti della giuria della versione britannica di X Factor.

## Biografia e carriera

### L'inizio: gliN-Dubz

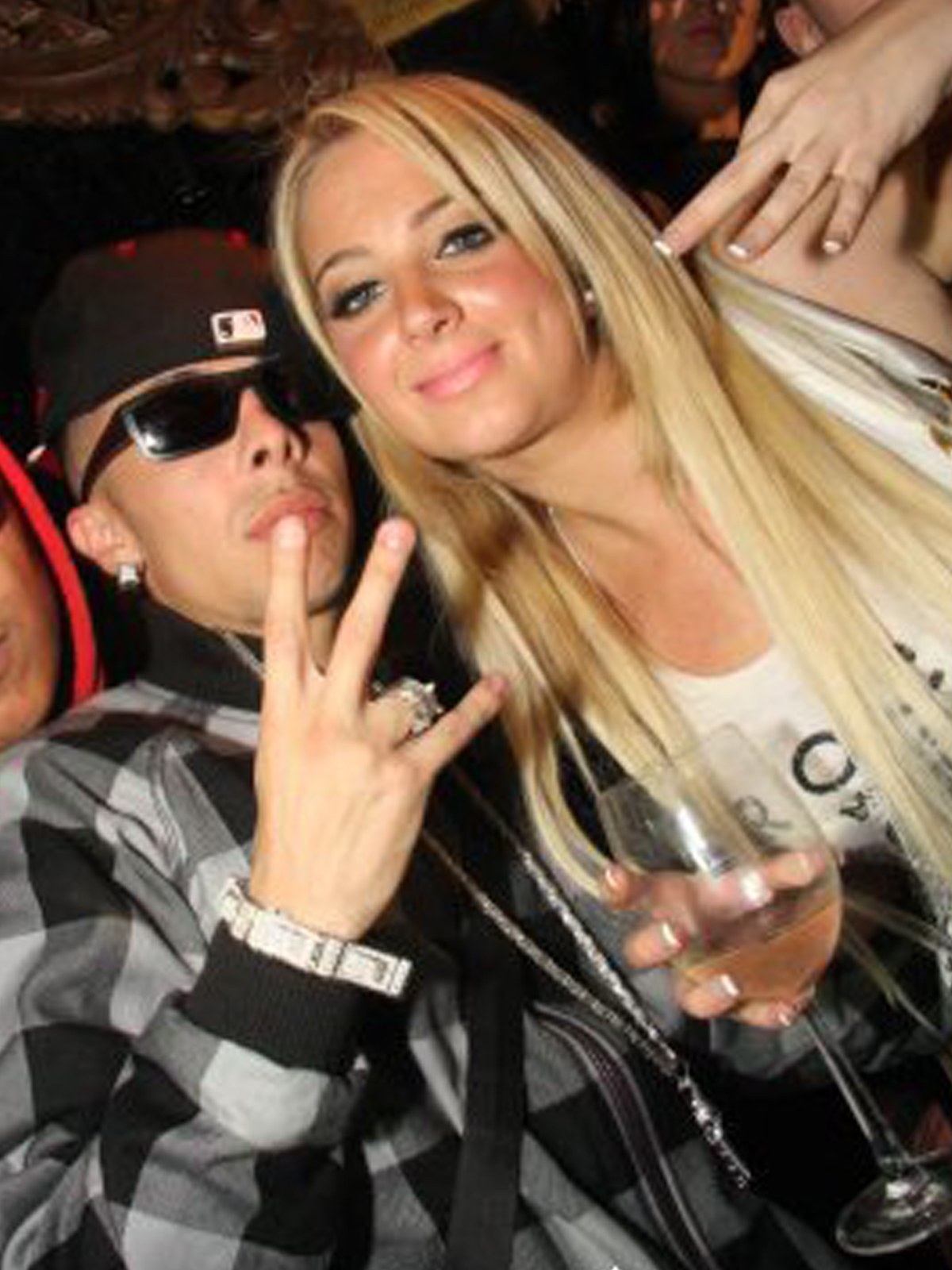
Tulisa e Dappy, lead singer degli N-Dubz, nel 2012.

Tulisa è nata nella zona di Camden Town, a nord di Londra da Anne Byrne (che, con le sue tre sorelle, era membro della band degli anni '80 Jeep), nata a Sheffield da genitori irlandesi e un padre greco-cipriota, Plato Contostavlos (ex membro dei Mungo Jerry morto nel 2007). Quando Tulisa aveva cinque anni, venne separata dalla madre, che aveva un disturbo bipolare e un disturbo schizoaffettivo.
Inizia la carriera quando Dappy e Fazer, che già avevano iniziato a cantare assieme, decidono di introdurre una voce femminile nel loro gruppo, i Lickle Rinser Crew. Invitata a farne parte, comincia ad esibirsi con il gruppo nelle zone di Camden Town all'età di 12 anni. Il gruppo raggiunge la popolarità qualche anno più tardi con il nome "N-Dubz", che si scioglierà nel 2011.

### 2011-2012:The X Factor UKe l'inizio della carriera da solista
Nella primavera del 2011 si fanno insistenti le voci che vogliono Tulisa in trattative per il ruolo di giudice di X Factor per la sua ottava serie, mentre Dappy incide un singolo da solista. Per questo il concerto degli N-Dubz del 18 settembre 2011 viene descritto come l'ultimo concerto previsto per il prossimo futuro.
Il 30 maggio è confermato l'ingaggio della cantante per il talent show britannico: Tulisa, in seguito allo stravolgimento del cast del programma, entra a far parte della giuria insieme al produttore discografico Louis Walsh e agli ex componenti di Destiny's Child e Take That, Kelly Rowland e Gary Barlow.
Nella serie, Tulisa gestisce la categoria dei gruppi e riesce a portare alla vittoria finale le Little Mix, prima girl band a trionfare nella versione britannica del talent show.
Contemporaneamente, con l'uscita dell'album The Female Boss, la cantante inizia la sua carriera da solista. Il primo singolo ad essere pubblicato è Young, che raggiunge la prima posizione nelle classifica d'oltremanica. In seguito, hanno buon successo anche Live it up e Sight of you.
Torna a far parte del cast di X Factor con Louis Walsh, Gary Barlow e la new entry Nicole Scherzinger nel 2012 come capogruppo delle Ragazze, ma, in seguito all'eliminazione di Jade Ellis ed Ella Henderson (data per favorita in vista della vittoria) ed al ritiro di Lucy Spraggan, rimane senza concorrenti nella settima puntata.

### 2013-presente: il secondo album
Nel marzo del 2013 annuncia di essere al lavoro per un nuovo lavoro discografico in cui prevede un ritorno al sound delle sue origini musicali.
Nella maggio del 2013 è resa nota la sua sostituzione, nel cast del talent show The X Factor, con la produttrice discografica moglie del cantante Ozzy Osbourne Sharon Osbourne, già giudice del programma tra il 2004 ed il 2007.
Dopo lo scandalo avvenuto a giugno 2013 per arresto di Droga, la Contostavlos viene liberata dall'accusa nel luglio 2014.
Il 23 ottobre 2014 presenta e promuove nelle varie radio inglesi il suo nuovo singolo Living Without You.

## Vita privata

### Vittima direvenge porn
Nel marzo del 2012 si diffonde su internet un file video privato che ritrae la Contostavlos che fa sesso orale con l'ex fidanzato Justin Edwards. Nonostante i pettegolezzi, il produttore esecutivo dello show The X Factor, Simon Cowell, afferma che il fatto non avrebbe in alcun modo pregiudicato la collaborazione della cantante con il programma. Tulisa rilascia comunque sul suo canale YouTube personale una dichiarazione in cui afferma di essere sconvolta dall'accaduto.

### False accuse di spaccio di droga
Nel giugno del 2013 la cantante viene coinvolta in un'inchiesta della polizia inglese e viene arrestata con l'accusa di spaccio di droghe pesanti. Due sue residenze di proprietà, in seguito ad un'inchiesta di un giornalista di gossip in incognito, sono state perquisite nell'ambito delle indagini. Nel luglio del 2014, tuttavia, la Contostavlos è stata prosciolta dall'accusa.

## Discografia da solista

### Album in studio
- 2012 – The Female Boss

### Singoli
- 2012 – Young
- 2012 – Live It Up (feat. Tyga)
- 2012 – Sight Of You
- 2015 – Living Without You
- 2016 – Sweet Like Chocolate (feat WSTRN)
- 2019 – Daddy
- 2019 – Sippin